# Hallo hvor det koger
Hallo hvor det koger - med undertitlen: 'featuring vennerne fra Tøsedrengene' - var Danser med Drenges syvende album, som blev udsendt både på CD og på en 5.1 surround-sound DVD i februar 2005 af selskaberne Glad Grammofon og RecArt Music.
Som undertitlen antyder, medvirker flere af Klaus Kjellerups og Henrik Stanley Møllers gamle Tøsedrenge-kolleger på albummet, bl.a. sangerinderne Anne Dorte Michelsen og Maria Bramsen samt trommeslager Jan Sivertsen, der spiller percussion på indspilningerne, mens DmD's nye medlem, Kasper Langkjær fik sin debut på dette album som DmD-trommeslager efter Kasper Foss.
Indspilningerne blev foretaget live på audio og video i 2004 ved bandets koncert foran 15.000 mennesker i "Rytmehans"-teltet på Skanderborg Festival, hvor DmD året før var blevet årets navn efter en publikumsafstemning på festivalen. Anledningen til koncert-fusionen med de gamle Tøsedrenge-medlemmer var Skanderborg Festivals 25-års jubilæum i 2004, som begge bands var inviteret til.
Albummet indeholder både sange fra Danser med Drenges og Tøsedrengenes repertoire, bl.a. 80-er hitsene "Sig du ka' li' mig", "Indianer" og "Vi var engang så tæt", som håndteres vokalmæssigt af Anne Dorte Michelsen og Maria Bramsen, mens sangene fra DmD's katalog synges af Rie Rasmussen. Hendes version af "Hvorlænge vil du ydmyge dig?" findes i en version fra koncerten på YouTube. Der er desuden inkluderet enkelte indspilninger fra DmD-koncerten i Torvehallerne, Vejle i 2003, bl.a. optagelsen af sangen "En dejlig morgen".
Albummets salgstal rundede 20.000 eksemplarer i 2006, fremgår det af bandets website.

## Tracks
1. "Giv slip nu" - [5:24]
2. "Læn dig tilbage" - (Kjellerup) [5:23]
3. "Hey mr. Spåmand" - (Kjellerup, Stanley, Trier)
4. "Grib chancen" - (Kjellerup) [4:19]
5. "Tag godt imod ham" - (Kjellerup, West) [3:30]
6. "Nu kan det kun gå fremad" - (Kjellerup, Trier) [6:26]
7. "Intro Tøsepigerne" - [0:56]
8. "Vi var engang så tæt" - (Bruun, Michelsen) [4:10]
9. "Sig du ka' li' mig" – (Kjellerup, Michelsen) [4:28]
10. "Indianer" – (Bruun, Michelsen) [3:55]
11. "Ud under åben himmel" – (Kjellerup, Michelsen) [4:35]
12. "Er der nogen i himlen?" – (Kjellerup) [5:52]
13. "Hvorlænge vil du ydmyge dig?" – (Kjellerup) [5:46]
14. "Aldrig udvære dig" – (Kjellerup) [4:39]
15. "En dejlig morgen" - (Kjellerup, Trier) [3:42]
16. "Kolde hjerter m. publikumskor" - (Kjellerup) [4:50]
17. "Hallo hvor det koger / Et lysår" - (Hagen, Michelsen) [5:04]

## Musikere (band)
- Rie Rasmussen (vokal)
- Klaus Kjellerup (bas, akustisk guitar, kor)
- Henrik Stanley Møller (el-piano, kor)
- Steffen Qwist (elektrisk & akustisk guitar)
- Morten Bolvig (keyboards, orgel)
- Kasper Langkjær (trommer)

## Vennerne fra Tøsedrengene
- Anne Dorte Michelsen (vokal 7-11)
- Maria Bramsen (vokal 7-11)
- Jan Sivertsen (percussion 2-4, 8-11, 13)